# Asmate ornataria
Asmate ornataria är en fjärilsart som beskrevs av Krulikovski 1907. Asmate ornataria ingår i släktet Asmate och familjen mätare. Inga underarter finns listade i Catalogue of Life.